# Georyssus californicus
Georyssus californicus är en skalbaggsart som beskrevs av Leconte 1874. Georyssus californicus ingår i släktet Georyssus och familjen Georyssidae. Inga underarter finns listade i Catalogue of Life.